# Atlantic Watches

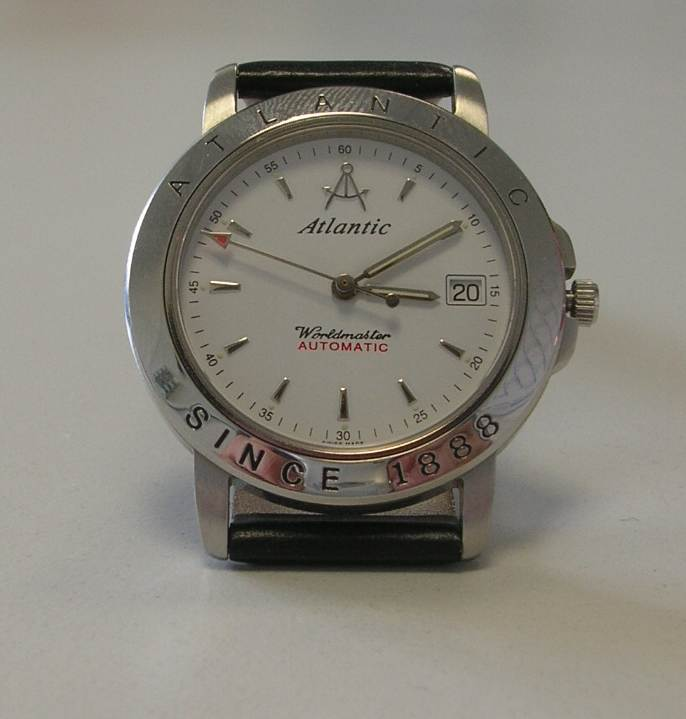
Herrenarmbanduhr von Atlantic mit aktuellem Firmenschriftzug und -logo

Die Atlantic-Watch Production Ltd (ursprünglich EKB) ist ein Schweizer Uhrenhersteller mit Sitz in Lengnau im Kanton Bern.

## Unternehmensgeschichte und Technikentwicklung
1888 gründete der Kaufmann Eduard Kummer in Bettlach bei Grenchen die EKB. Der Name des Unternehmens setzte sich aus den Anfangsbuchstaben des Vornamens und Namens des Gründers sowie des Ortes Bettlach zusammen. In der Gründertagen wurden mit 20 Uhrmachern hauptsächlich Teile für Taschenuhren hergestellt. Eduard Kummer interessierte sich stark für den industriellen Fortschritt: Die damals üblichen durch Paraffinlampen und Muskel- bzw. Handarbeit geprägt Produktionsprozesse, werden früh abgelöst, so wurde 1905 eine mobile Dampfmaschine eingeführt, die sog. locomobile. Die Mitarbeiterzahl steigt schnell an, so dass um die Jahrhundertwende bereits über 700 Arbeiter beschäftigt werden. 
Die EKB war einer der ersten Hersteller von wasserdichten Uhren, daher wurde das Unternehmen in den 20er Jahren in Atlantic umbenannt. In den 30er Jahren wurden ebenfalls einige der ersten Automatikwerke verbaut, in den 60er Jahren wurde das speed-switch-System (schnelle Datumsumschaltung) entwickelt – das Prinzip ist bis heute gültig.
Atlantic durchlebte (wie fast alle Schweizer Uhrenunternehmen) durch die japanische Quarzuhrenentwicklung in den 70er Jahren eine starke Krise, die erfolgreich überwunden werden konnte – nicht zuletzt durch die Konzentration auf Märkte hinter dem Eisernen Vorhang wie Bulgarien, Rumänien, Polen und Ungarn. Bis heute ist Atlantic einer der wenig (übergebliebenen) unabhängigen Uhrenhersteller, allerdings ohne eigene Kaliber: in den aktuellen Kollektionen werden sowohl Quarz- als auch Mechanik-Rohwerke von ETA verbaut. Die Uhren werden im preiswerten Marktsegment positioniert, obwohl die Uhren hochwertige Bauteile wie z. B. Saphirglas enthalten und alle Uhren mindestens spritzwassergeschützt (30 m wasserdicht) sind. Das Produktportfolio zeigt einen Schwerpunkt auf nautische Zeitmesser.
Im August 2008 verlegte das Unternehmen seinen Sitz von Grenchen im Kanton Solothurn nach Lengnau bei Biel.

## Kollektionen
Eine der bekanntesten, erfolgreichsten (und ältesten) Uhrenlinien von Atlantic ist die Worldmaster sowie die Seacrest. Im Portfolio existieren noch weitere Uhrenlinien im „nautischen Look“, auch für Damen.

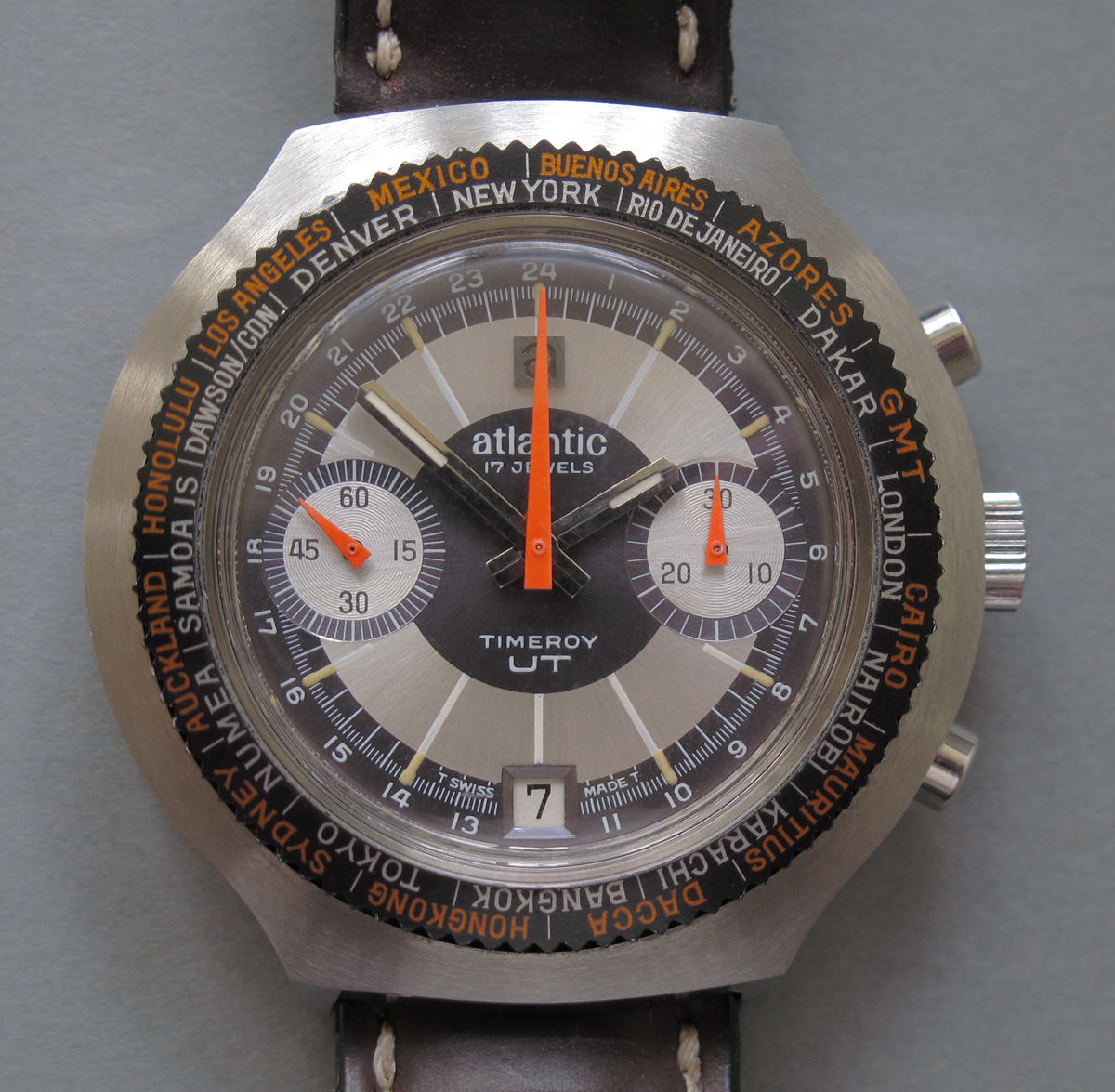
Vintage-Chronograph Atlantic Timeroy UT mit frühem Firmenschriftzug und -logo

## Werbeträger
Anfang 2008 konnte Atlantic den Segler und Weltmeister Flavio Marazzi als Werbeträger gewinnen.